# Polycirrus arcticus
Polycirrus arcticus är en ringmaskart som beskrevs av Sars 1865. Polycirrus arcticus ingår i släktet Polycirrus och familjen Terebellidae. Arten är reproducerande i Sverige. Inga underarter finns listade i Catalogue of Life.